# Боттминген (замок)
Боттминген (нем. Schloss Bottmingen) — средневековый замок в коммуне Боттминген, в округе Арлесхайм, в полукантоне Базель-Ланд, к югу от центра города Базель, Швейцария. Эта крепость XIV века является одним из немногих сохранившихся в Швейцарии фортификационный сооружений, которые по своему типу относятся к замкам на воде.

## История

### Ранний период
Впервые комплекс упоминается в документах 1363 году как собственность семьи фон Кэммерер, дворянского епископского рода. Скорее всего представители семьи и были основателями замка.
Несмотря на то, что нынешний замок фасадами отчётливо отсылает к стилю барокко (ярко выраженного французского типа), его средневековый характер прослеживается прежде всего в самой форме: прямоугольная постройка с угловыми башнями. Правда, в отличие от окружённых рвами замков Хальвиль и Хагенвиль, в Боттмингене нет главной башни (бергфрида). Это делает его родственным бургундско-савойским крепостям, которые также имели в основании четырёхугольник, по углам которого возводились массивные башни.

### После XVII века

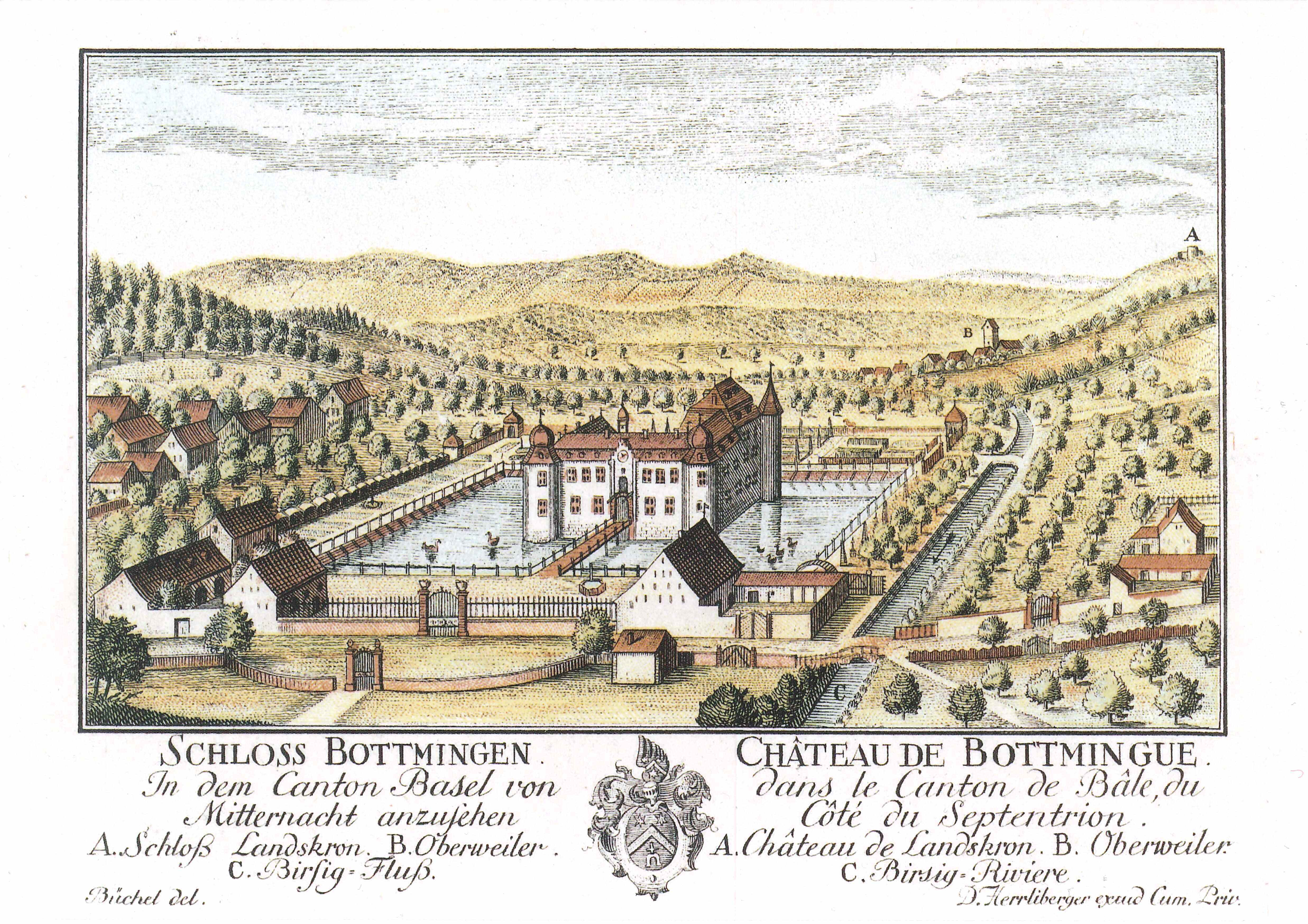
Замок на рисунке XVIII века

В 1720 году тогдашний владелец комплекса Йоханнес Дойчер перестроил замок Боттминген в загородную резиденцию в стиле раннего французского барокко. С тех пор комплекс не претерпел значительных изменений. В ходе последующих реконструкций и ремонтных работ внешний облик сооружения почти не изменился. Помимо фасадов о стиле барокко напоминают также внутренние интерьеры и характерная лестничная башня.

Замок с высоты птичьего полёта на фотографии 1948 года

Около 1780 года владельцем замка стал Мартин Венк. В ходе проведённой по его приказу реконструкции в интерьерах стало явственно чувствоваться влияние стиля рококо. Это видно по изящному декору в духе стукко и сложной лепнине в Каменном зале. Венк также приказал разобрать каменную кладку юго-восточного угла комплекса до уровня первого этажа. Таим образом получился открытый двор с садовой террасой. После этого замок окончательно обрёл современный вид.

## Описание
Замок находится в центре поселения Боттминген. Сооружение целиком занимает прямоугольный остров, расположенный в центре пруда квадратной формы. Внутрь можно попасть по двум мостам. Причём перед главными воротами сохранена конструкция, позволяющая поднимать последний пролёт. Изначально в крепость вёл только один разводной мост. Ранее к каждому внешнему углу замка примыкала круглая защитная башня. Однако с XVIII века на месте снесённой юго-восточной башни находится небольшой сад. Главное жилое здание резиденции имеет три этажа. Остальные крылья — двухэтажные.

## Современное использование
Сегодня замок Боттминген используется как ресторан, а также место проведения различных мероприятий. Комплекс можно целиком арендовать для проведения банкетов, свадеб, корпоративов, юбилеев и иных праздников.

## Галерея

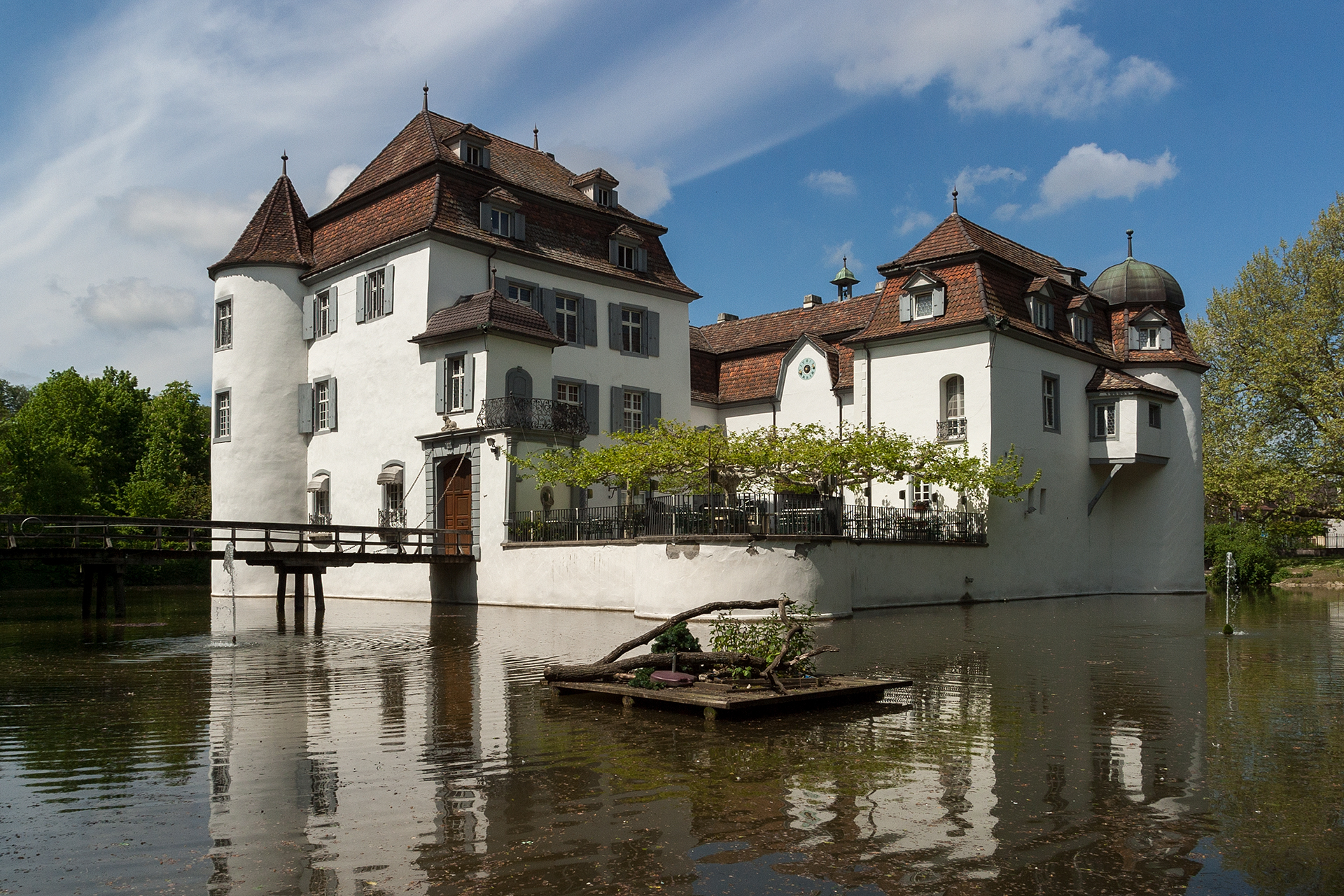
Вид замка c юго-восточной стороны
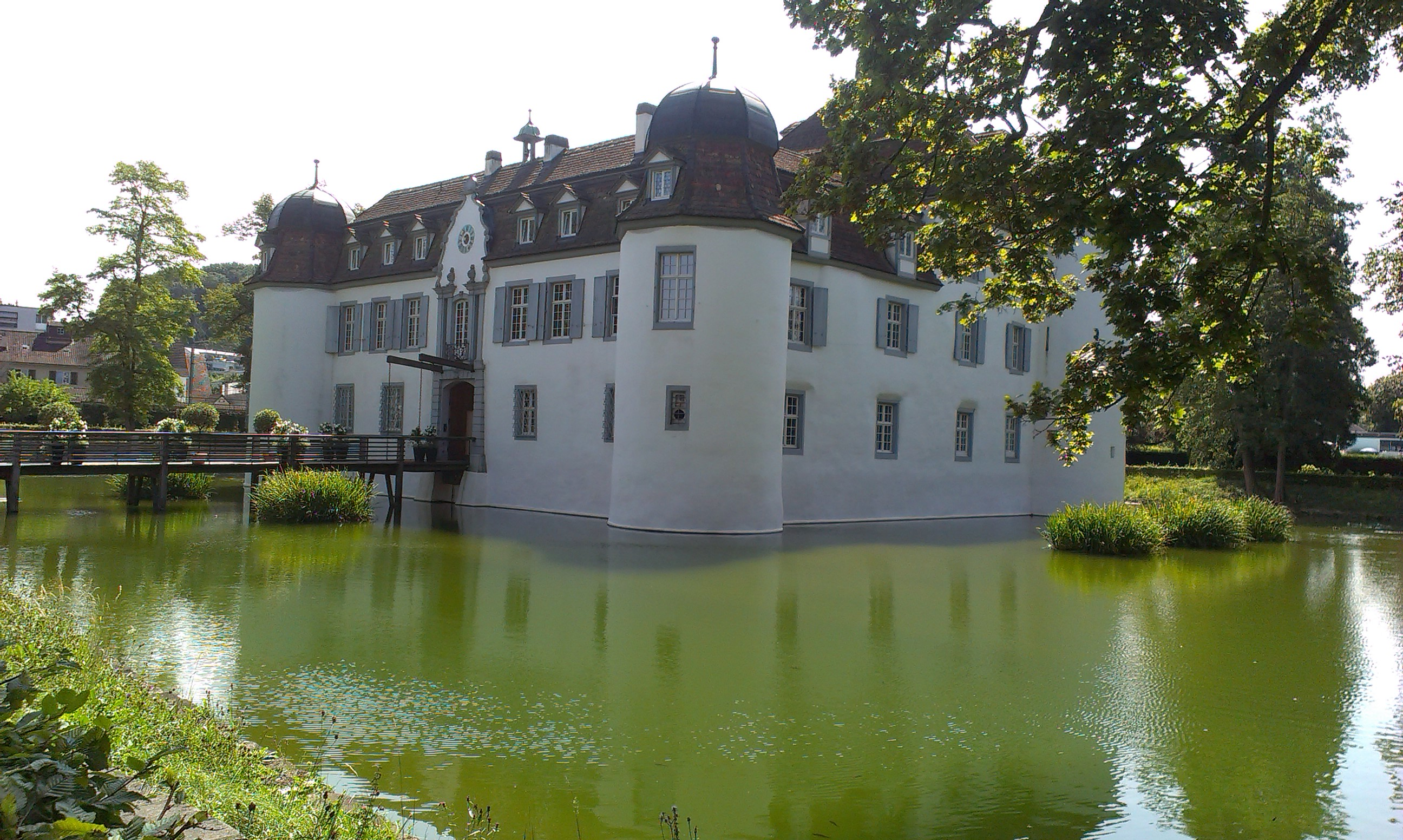
Вида замка со стороны северо-западной башни
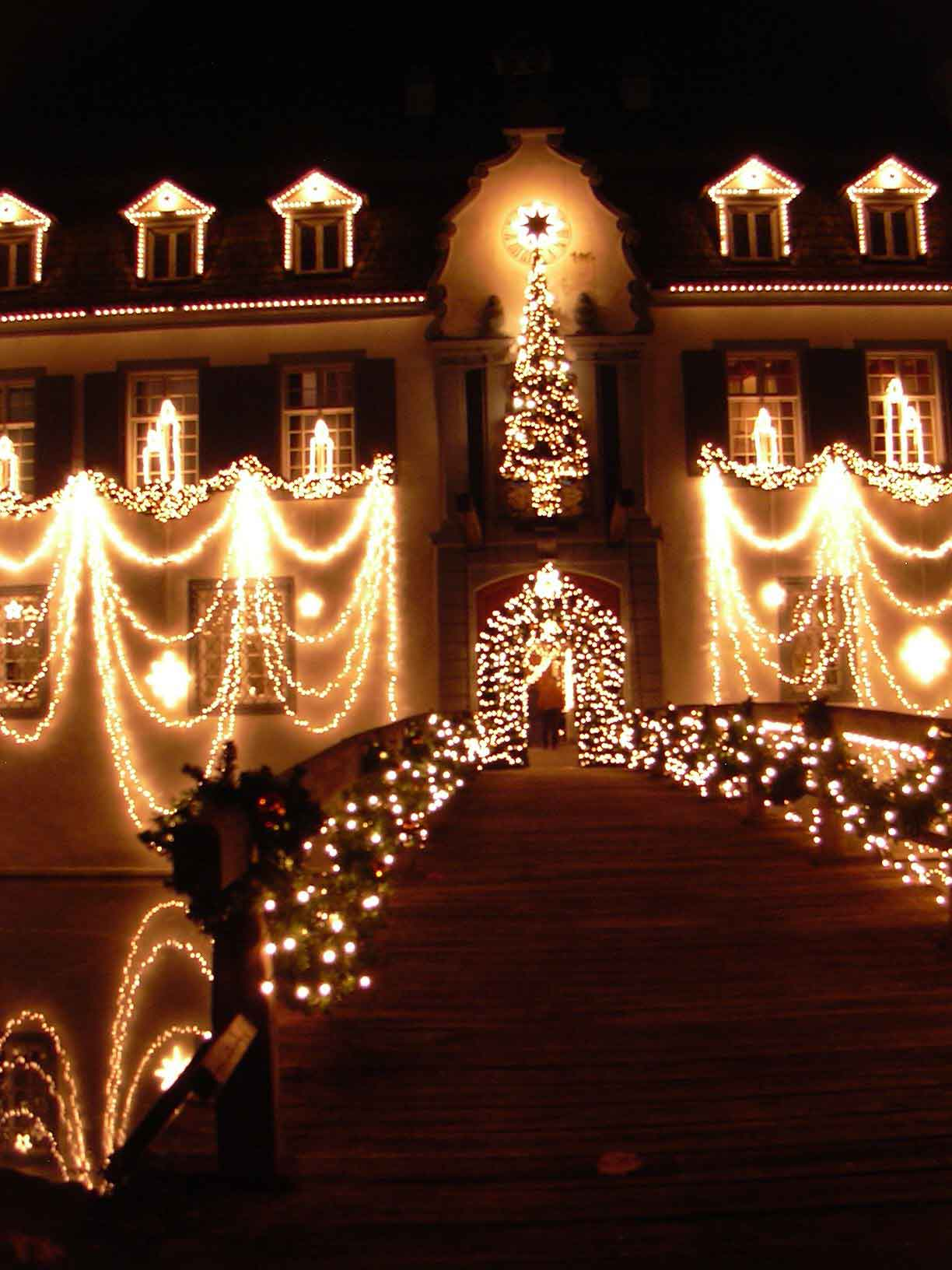
Ночная подсветка входа в замок во время праздника
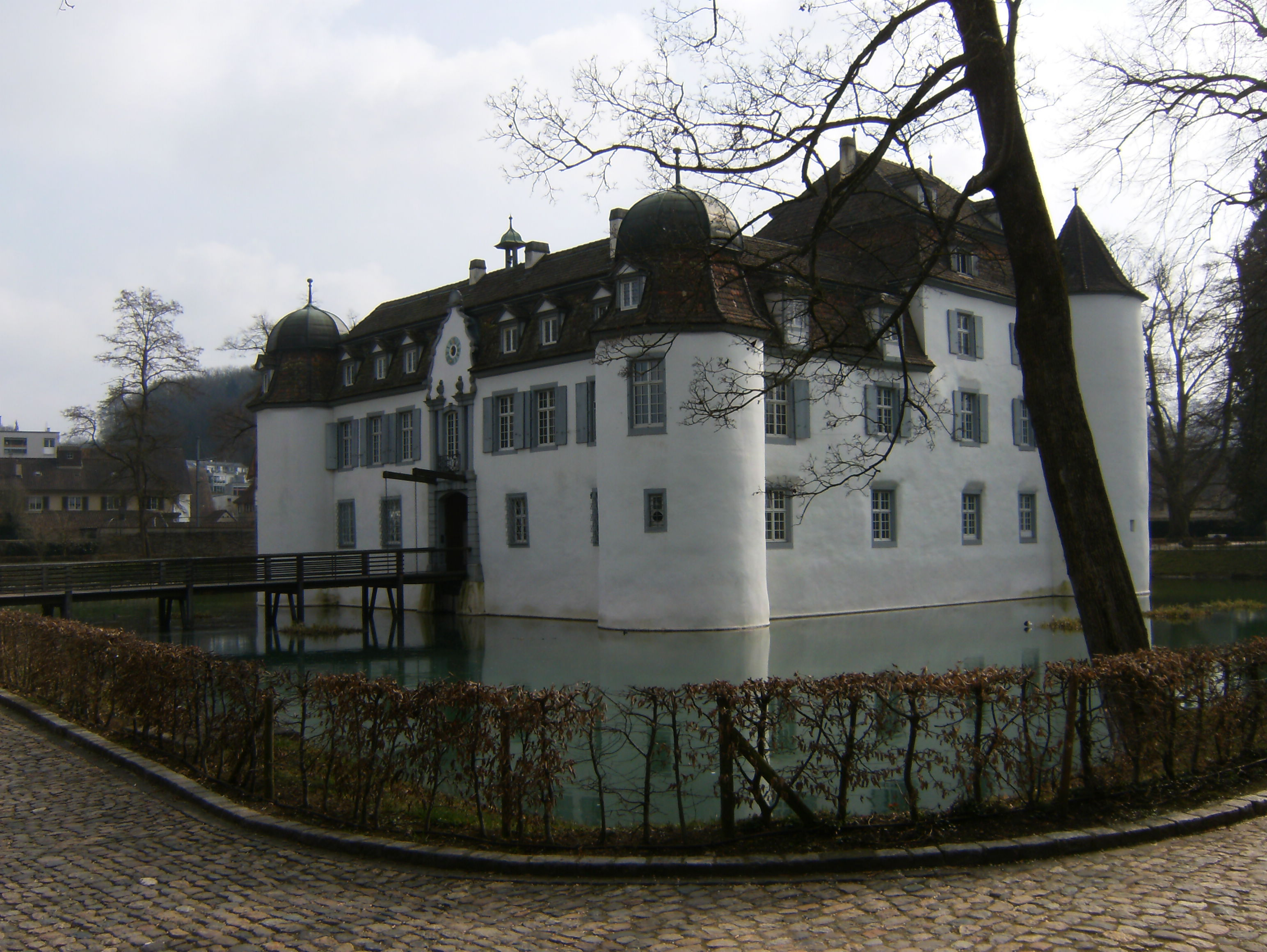
Вход в замок с северной стороны
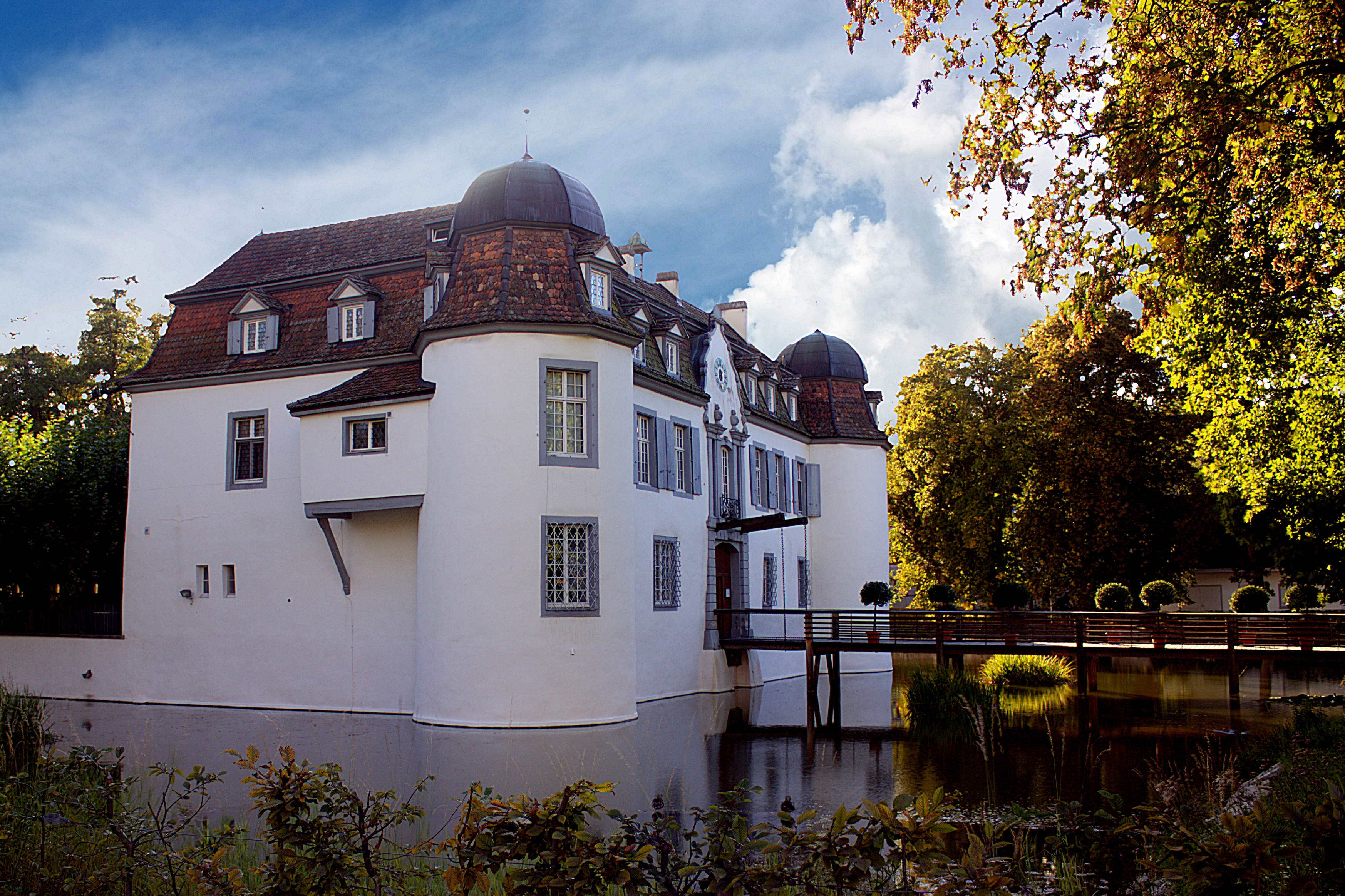
Юго-западная башня и мост